# Rhipidura sauli
Rhipidura sauli  (лат.) — вид воробьиных птиц из семейства веерохвостковых. Является эндемиком Филиппинского острова Таблас. До недавнего времени он считался группой конспецифичной c синеголовой веерохвосткой (лат. R. cyaniceps) и R. albiventris. Находится под угрозой исчезнавения из-за сокращения среды обитания.

## Описание
EBird описывает особей этого вида как длиннохвостую птицу среднего размера из равнинных лесов Табласа. Тускло-синие голова, грудь, спина и плечи с бледно-голубыми полосами на груди и макушке. Живот — желтовато-коричневый, рыжая нижняя часть спины, круп, наружные хвостовые перья и крыло, а также темный край крыла и темные центральные рулевые перья. Хвост часто держится вздернутым и распущенным во время кормления. Похож на Hypothymis azurea но у R. sauli рыжие надхвостье и хвост. Песня включает в себя одиночные гнусавые ноты „джеп“, произносимые с интервалами или ускоренные в быстрые серии.
Отличается от синеголовой веерохвостки (лат. R. cyaniceps) и R. albiventris более темным коричневым брюшком.

## Среда обитания и природоохранный статус
Этот вид населяет тропические влажные низинные  зрелые девственные леса с широким пологом. Считается, что он менее устойчив к нарушениям среды обитания по сравнению с близкородственниыми R. cyaniceps и R. albiventris.

Красная книга Международного союза охраны природы ([IUCN) относит эту птицу к уязвимым видам с оценками популяции от 2500 до 9999 взрослых особей. Основная угроза для этого вида – утрата местообитаний при массовой вырубке лесов  в результате законных и незаконных рубок и превращения их в сельскохозяйственные угодья в результате подсечно-огневых и других методов. Плотность этого вида невысока даже в пределах небольших участков оставшегося лесного покрова Табласа.
В настоящее время нет программ сохранения конкретных видов, но предлагаемые меры по сохранению включают в себя дополнительные исследования видов, чтобы лучше понять их среду обитания и популяцию, предлагается также инициировать образовательные и информационные кампании, чтобы повысить интерес к этому виду, а также лоббирование защиты оставшихся лесов и оценка осуществимости проектов лесовосстановления.